# Naturschutzgebiet Homböhl
Das Naturschutzgebiet Homböhl mit einer Größe von 22,5 ha liegt nördlich vom Industriegebiet Lehmbach in Hallenberg. Es wurde am 15. September 2004 mit dem Landschaftsplan Hallenberg durch den Hochsauerlandkreis als Naturschutzgebiet (NSG) ausgewiesen.

## Gebietsbeschreibung
Das NSG besteht aus der Bergkuppe Homböhl mit extensivem Grünland, teils Magerweiden. In dem Gebiet gibt es zahlreiche Hecken, wo neben anderen Arten der Neuntöter brütet.

## Pflanzenarten im NSG
Auswahl vom Landesamt für Natur, Umwelt und Verbraucherschutz Nordrhein-Westfalen dokumentierter Pflanzenarten im Gebiet: Acker-Hornkraut, Acker-Witwenblume, Besenginster, Borstgras, Breitblättriger Thymian, Echtes Johanniskraut, Echtes Labkraut, Gewöhnliches Ferkelkraut, Glattes Habichtskraut, Gras-Sternmiere, Harzer Labkraut, Heide-Nelke, Heidelbeere, Kleine Bibernelle, Kleiner Klappertopf, Kleiner Sauerampfer, Kleines Habichtskraut, Knolliger Hahnenfuß, Kriechende Hauhechel, Kriechender Hahnenfuß, Körner-Steinbrech, Magerwiesen-Margerite, Moschus-Malve, Orangerotes Habichtskraut, Rundblättrige Glockenblume, Salbei-Gamander, Weißes Labkraut, Wiesen-Bocksbart, Wiesen-Bärenklau, Wiesen-Flockenblume, Zaun-Wicke.

## Schutzzweck
Das NSG soll das Grünland mit ihrem Arteninventar schützen. Zur Erhaltung und Entwicklung von Lebensgemeinschaften und Lebensstätten wildlebender, teils gefährdeter Arten, von Tier- und Pflanzenarten beizutragen. Wie bei allen Naturschutzgebieten in Deutschland wurde in der Schutzausweisung darauf hingewiesen, dass das Gebiet „wegen der Seltenheit, besonderen Eigenart und Schönheit des Gebietes“ als Naturschutzgebiet ausgewiesen wurde. Laut der NSG-Ausweisung wurde das Gebiet auch ausgewiesen, um zur Sicherung des ökologischen Netzes Natura 2000 der Europäischen Union im Sinne der Fauna-Flora-Habitat-Richtlinie beizutragen.